# Базарная муха
База́рная му́ха (лат. Musca sorbens) — вид короткоусых двукрылых из семейства настоящие мухи. Распространена на Кавказе, в Крыму, Средней Азии, Иране и Афганистане. В России встречается на Северном Кавказе.

## Описание
Базарная муха — поселковый полуэндофильный вид. Большую часть времени мухи проводят на открытом воздухе, концентрируясь около базаров и фекалий. Могут залетать в помещения, где достигают высокой численности. Размножается только в тех населённых пунктах, где на земле присутствуют экскременты человека. Является факультативным гематофагом. Питаются мухи фруктовыми соками, мясом, молочными продуктами. Охотно нападают на человека, подлизывая пот, выделения слизистых оболочек глаз и кровянистый экссудат ран. Базарная муха — распространитель глазных болезней и кишечных инфекций.